# Меморіал жертвам терору в Ізраїлі
Меморіал жертвам терору в Ізраїлі (אנדרטת חללי פעולות האיבה, Andartat Halalei Pe'ulot Ha'Eiva) — це пам'ятник усім жертвам тероризму в Ізраїлі з 1851 і надалі. Меморіал розташований в Національному громадському кладовищі Держави Ізраїль Гора Герцля у Єрусалимі. Меморіал включає в себе імена єврейських та неєврейських людей, які були вбиті під час актів терору.

## Галерея

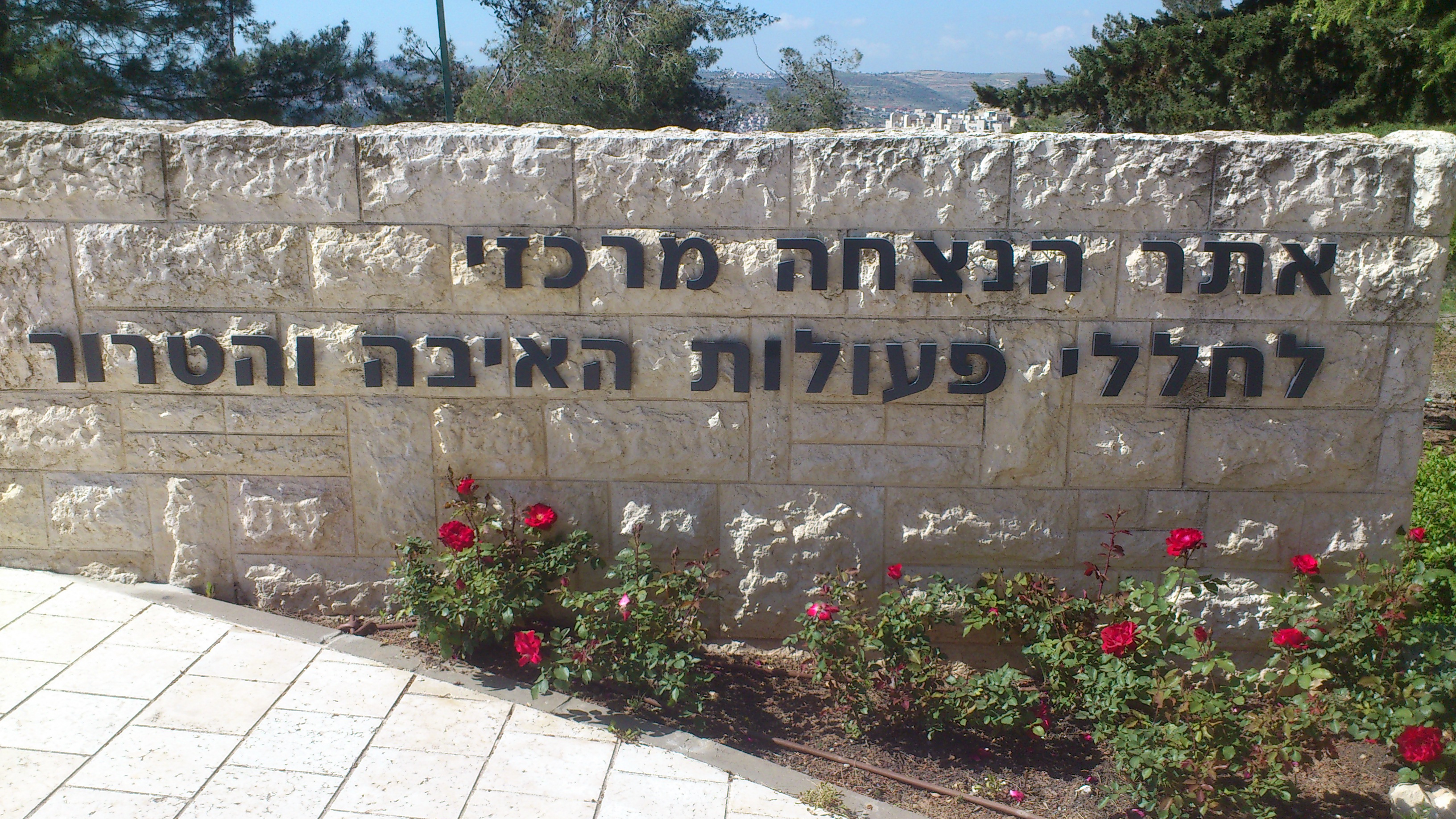
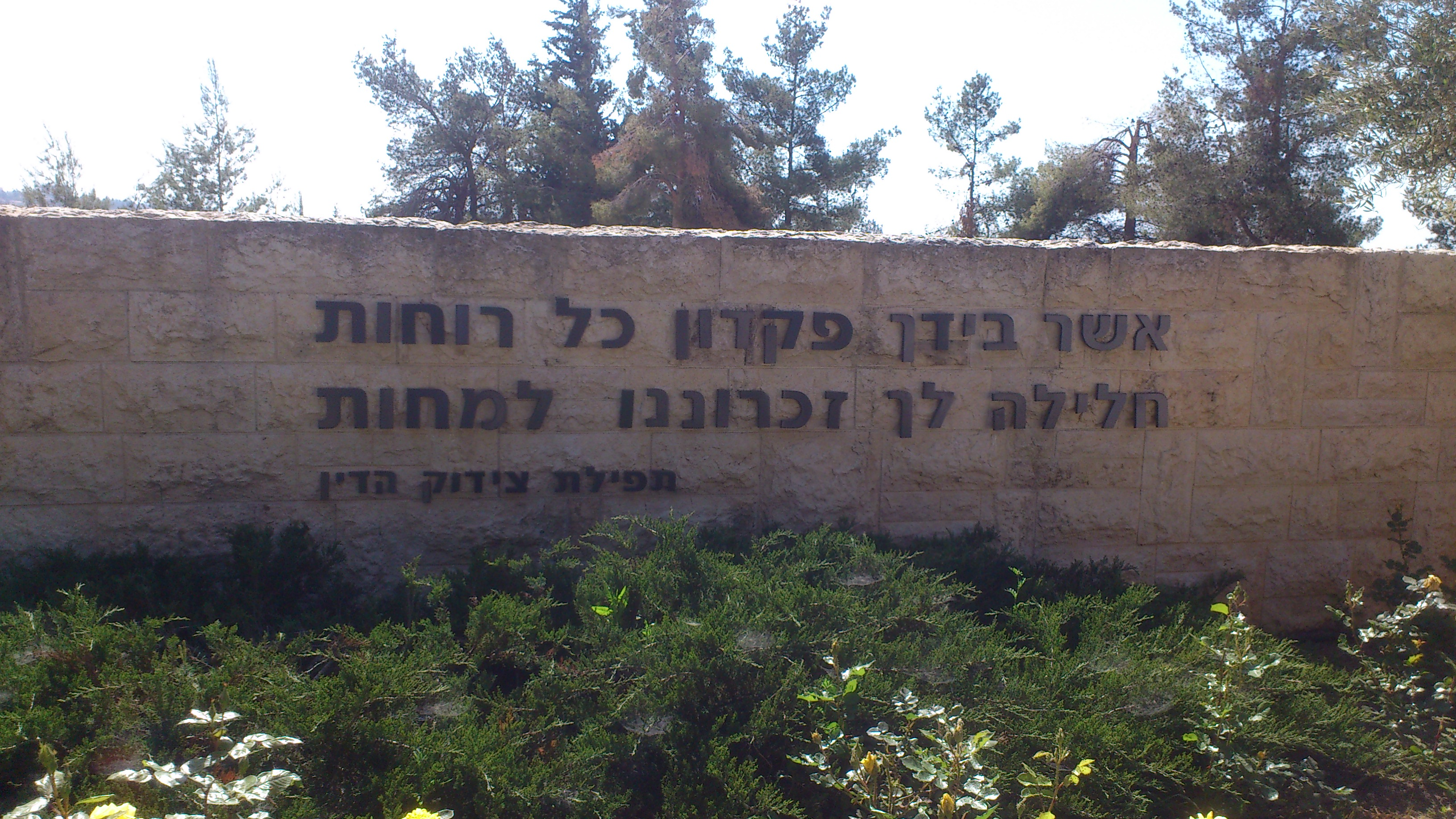
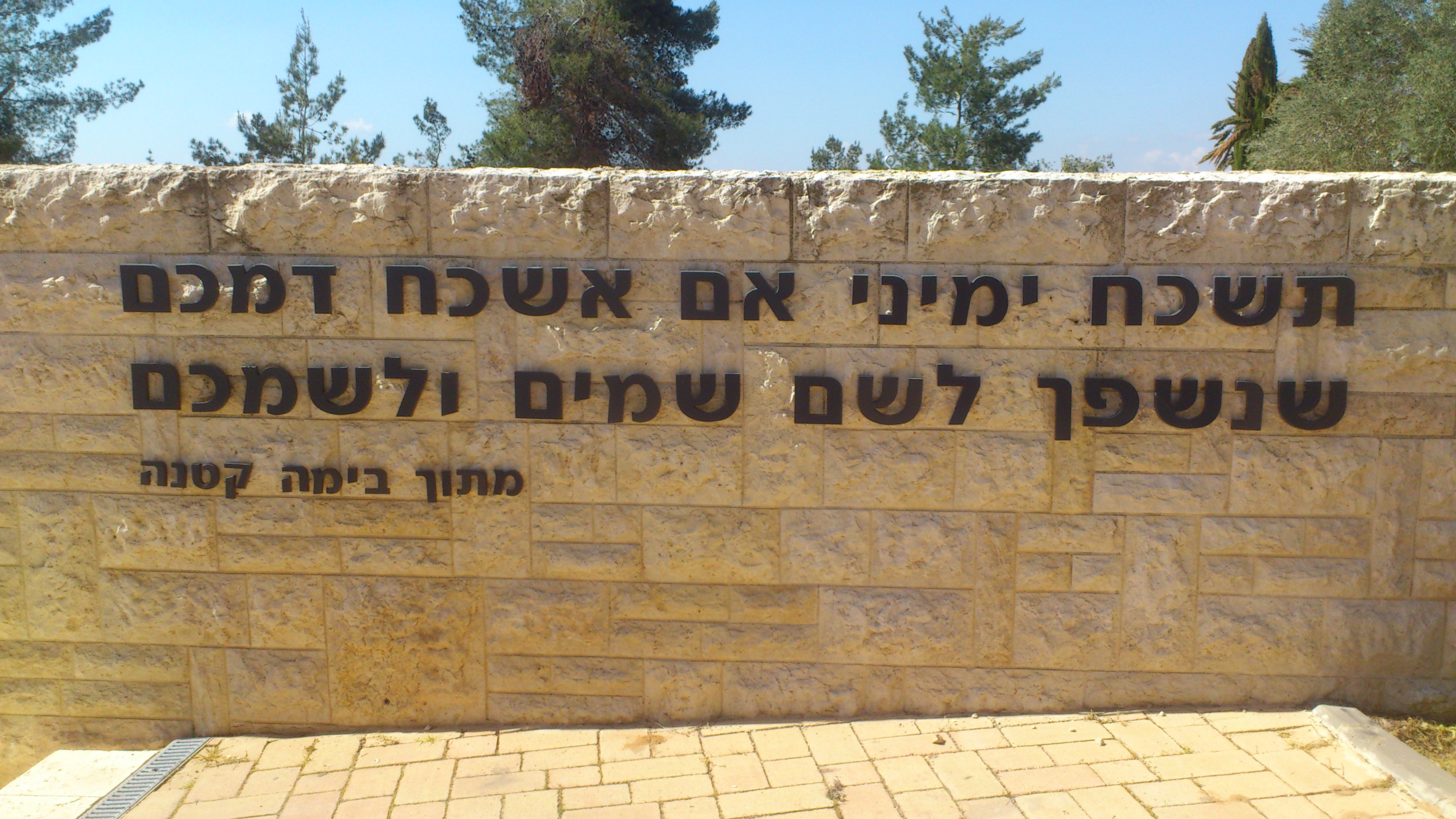
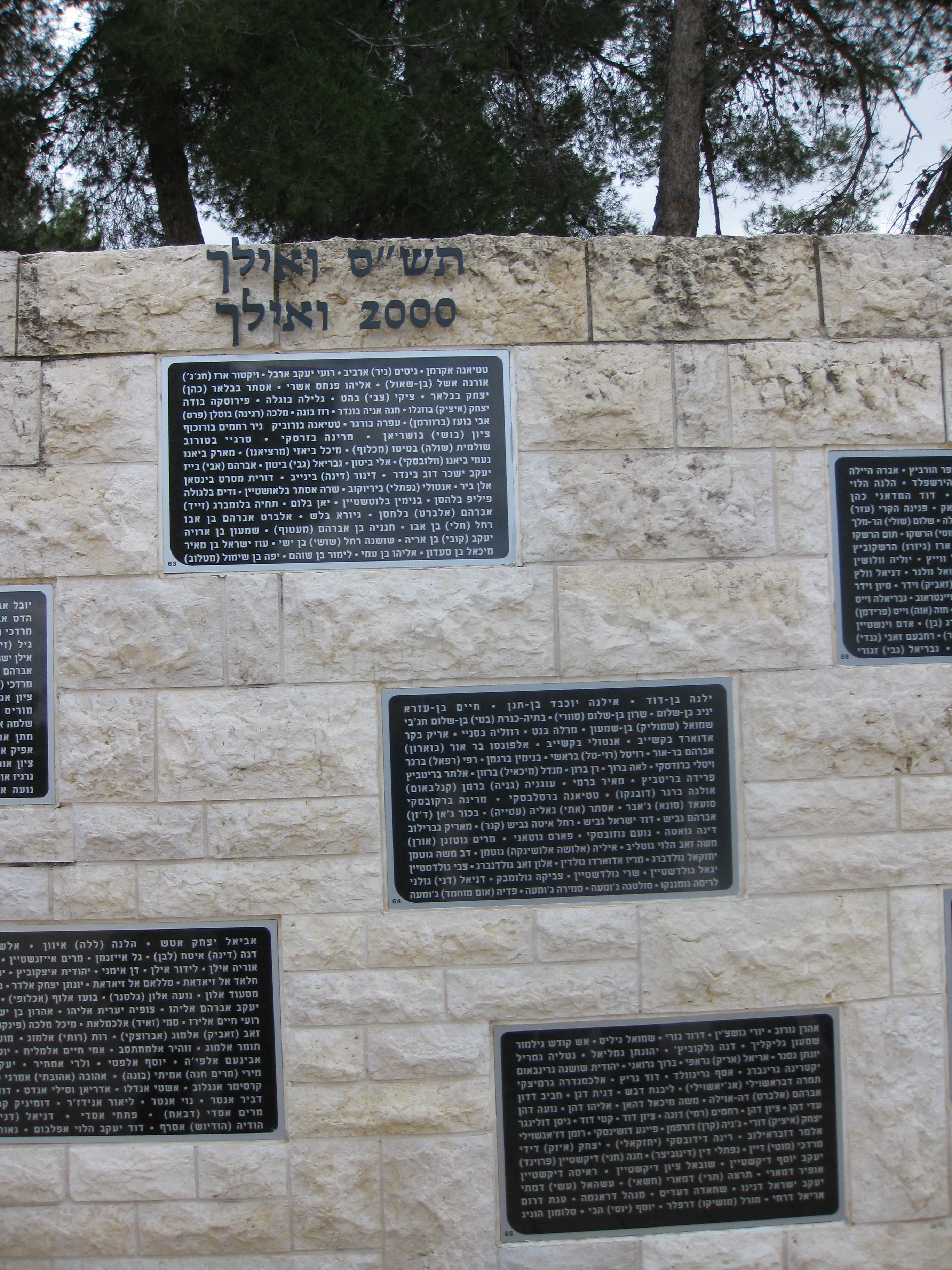
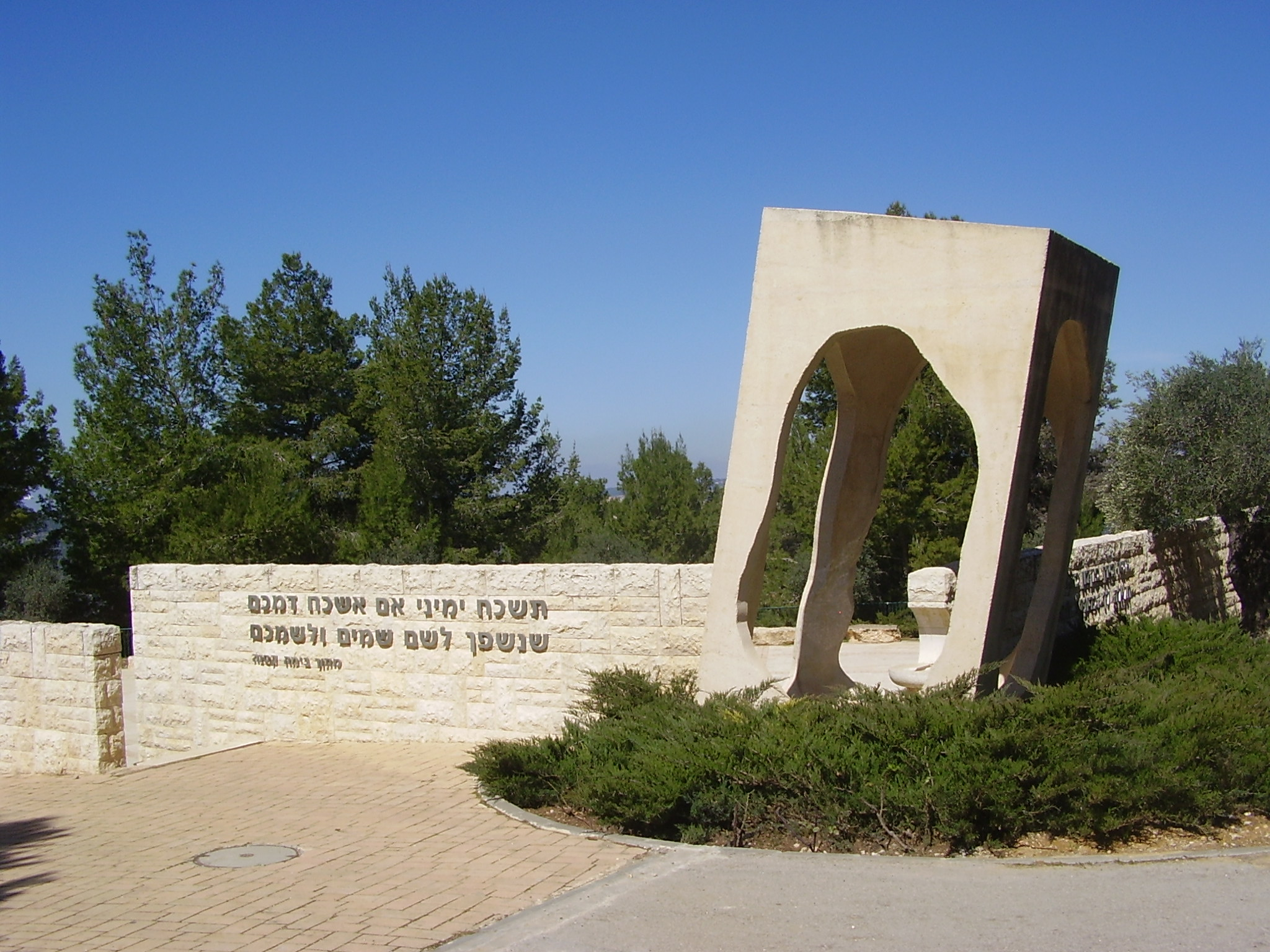